# جماعت ارمنیان پراکنده
جماعت ارمنیان پراکنده یا دیاسپورای ارمنی (و یا به ارمنی اسپیورکاهایوتیون սփյուռքահայություն و به انگلیسی Spiurkahayutiun) جوامع ارمنیِ ساکن در خارج از ارمنستان و قره‌باغ (جمهوری آرتساخ) را به‌وجود آورده‌است.

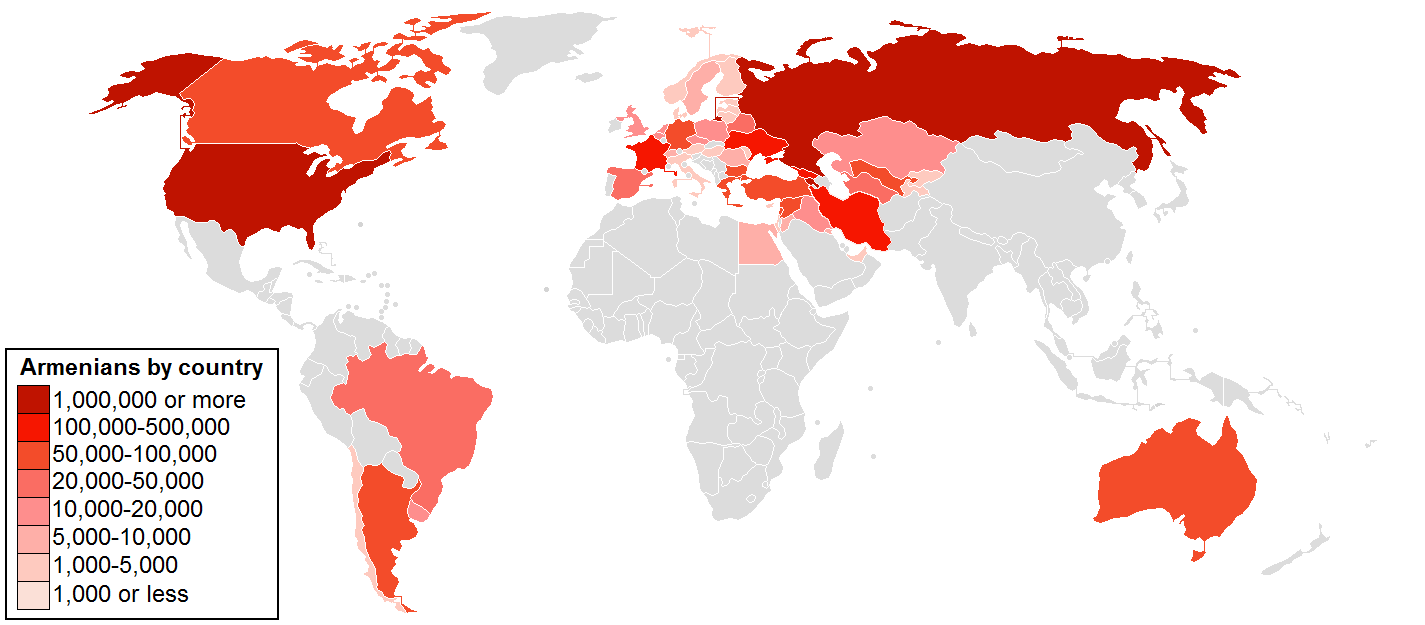
نقشه جماعت ارمنیان پراکنده

جمعیت ارمنی ساکن در سراسر جهان حدود ۱۱٬۰۰۰٬۰۰۰ نفر تخمین زده می‌شود، اما تنها حدود ۳٬۳۰۰٬۰۰۰ نفر آن‌ها در ارمنستان و حدود ۱۴۰٬۰۰۰ نفرشان نیز در قره‌باغ و حدود ۱۲۰٬۰۰۰ نفرشان هم در جاواختی ساکنند.
جمعیت دیاسپورای ارمنی (با بیشترین میزان جمعیتش در روسیه، ایالات متحده، فرانسه، آرژانتین، اوکراین، لبنان، سوریه، ایران و گرجستان) حدود هشت میلیون نفر تخمین زده می‌شود. کمتر از یک سوم جمعیت ارمنیان جهان در ارمنستان زندگی می‌کنند.

## تاریخ
در سدهٔ چهارم پیش از میلاد، جامعهٔ ارمنی خارج از ارمنستان بزرگ‌تر به این دلایل وجود داشت:
تحصیل در مراکز فرهنگی بیزانس، جنگ محتمل‌الوقوع برای دفاع از مرزهای شرقی امپراتوری عثمانی و همچنین دفاع از مرزهای شرقی و شمالی امپراتوری بیزانس.
به منظور جبران کاهش جمعیت بیزانس، ارامنه در آن مناطق اسکان داده شدند.
تا سدهٔ یازدهم، مقامات بیزانسی اغلب واحدهای نظامی بزرگ خود را هم از سرزمین سنتی ارمنستان و هم از جوامع تازه اسکان یافته تأمین می‌نمودند. علی‌رغم فاصلهٔ جدایی آن‌ها از ارمنستان و علی‌رغم اینکه آن‌ها پیروی خود را از شاخهٔ کلیسای حواری ارمنی قطع نمودند ولی روابط و پیوندهای خود با خانواده‌هایشان در ارمنستان را حفظ نمودند.
چنان‌که کیلیکیه در طی سده‌های هفتم و هشتم از ساکنان ارمنی پر شد و آن‌ها در مواجهه با عرب‌ها و بیزانس به اجبار یا به اختیار در آنجا ساکن شدند.
در طی سدهٔ یازدهم ارمنستان دودمان باگراتونی به دست بیزانس سقوط کرده و سلجوقیان به آناتولی هجوم آوردند.

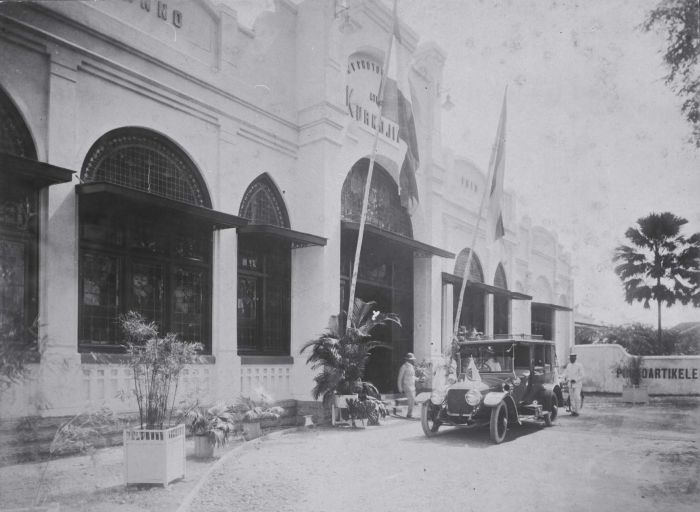
عکاس و آتلیهٔ عکاسی ارمنی به نام کوردکجیان در سورابایا-جاوهٔ شرقی(۱۹۱۰–۱۹۴۰)

در چنین محیط پر هرج و مرجی مهاجرت‌های بیشتری از ارمنستان به سمت کیلیکیه صورت گرفت که سرانجام منجر به تشکیل شاهزاده‌نشین ارمنی در منطقه و بنیانگذاری پادشاهی ارمنی کیلیکیه شد.
پس از سقوط پادشاهی ممالیک و از دست دادن دولت ارمنی در ۱۳۷۵م حدود ۱۵۰٬۰۰۰ ارمنی این منطقه را ترک نموده و جوامع نو از آن‌ها در قبرس، بالکان و ایتالیا ساکن شدند. گرچه یک دیاسپورای ارمنی در طی عهد باستان و سده‌های میانه به وجود آمد ولی تعداد آنان پس از مهاجرت‌ها از عثمانی، روسیه و قفقاز رشد نمود.
دیاسپورای ارمنی به نحو چشمگیری در طی و پس از جنگ جهانی اول به خاطر نسل‌کشی صورت گرفته از سوی امپراتوری عثمانی رشد کرد. گر چه بسیاری از ارامنه در طی این قتل‌عام کشته شدند ولی برخی از آن‌ها موفق به فرار شده و در شهرهای گوناگون اروپا ساکن شدند نظیر شهرهای مسکو و سوچی در روسیه، اودسا و کیف و کریمه در اوکراین، تفلیس و باتومی در گرجستان، بوداپست در مجارستان، و ورشو و لودز لهستان
تعدادی هم به بالکان مهاجرت نمودند نظیر بلگراد در صربستان، بخارست در رومانی، پلوودیو و صوفیه در بلغارستان و زاگرب در کرواسی و آتن در یونان و شهرهای از خاورمیانه نظیر قاهره در مصر، حلب در سوریه و بیروت در لبنان.

## ناسازگاری‌های سیاسی و اجتماعی
در دهه‌های ۱۹۴۰ و ۱۹۵۰ اتحاد شوروی سعی در توسعهٔ نفوذ خود در سراسر جهان و به ویژه خاورمیانه را داشت. حزب سوسیال دموکراتیک هنچاکیان از لحاظ عقیدتی به کمونیسم نزدیک بود و از اتحاد شوروی در بسط نفوذش در خاورمیانه حمایت نمود پارتیزان‌های اگبو نیز به‌طور فرضی از لحاظ سیاسی خنثی بودند، نیز چون ارمنستان بخشی از اتحاد شوروی بود از آن حمایت می‌نمود.
داشناکسیون علی‌رغم زمینهٔ سوسیالیستی یک حزب ملی‌گرا و معترض بود زیرا عقیدهٔ ارمنستان مستقل، آزاد و متحد را گسترش می‌داد.
چنان‌که داشناکسیون سعی در حفظ پرچم، نشان ملی و سرود ملی ارمنستان مستقل میان سال‌های ۱۹۱۸ تا ۱۹۲۲ را حفظ و تبلیغ می‌نمود.
مواضع دیگران به حمایت از ارمنستان شوروی نزدیک بود به عقیدهٔ آنان تنها جایی است که ارامنه در آنجا می‌توانند به راحتی به عنوان ارمنی زندگی کنند.

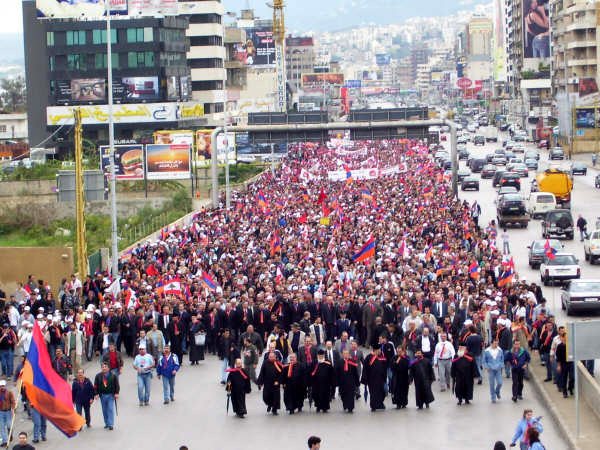
راهپیمایی ارامنهٔ لبنان در نود و یکمین سالگرد نسل‌کشی ارامنه

میان رهبران کلیسای حواری ارمنی نیز تعارض وجود داشت. ارامنه دارای دو حوزهٔ جاثلیقی بودند که یکی از آن‌ها در اچمیادزین ارمنستان بود و از سوی مقامات شوروی و در دیاسپورای ارمنی از سوی هنچاک‌ها، رامگاوارها و کمونیست‌های ارمنی مورد حمایت قرار می‌گرفت، در حالی که جاثلیق‌نشین دیگر در آنتیلیاس لبنان بود و از سوی داشناک‌ها حمایت می‌شد زیرا گمان می‌کردند که جاثلیق‌نشین اچمیادزین، ابزاری برای ترویج کمونیسم بود.
در اوج‌گیری این تعارض در سال ۱۹۵۰ برخورد مسلحانه و همچنین اقدام به قتل و هتک حرمت‌ها میان نیروهای این دو رخ داد.
این کشمکش‌ها در ۱۹۶۵ و کلیهٔ تعارضات عمده پایان یافته و احزاب در طی اعلامیه‌ای در طرح اقدام به برگزاری پنجاهمین سالگرد نسل‌کشی ارامنه با هم متحد شدند.
آن‌ها همچنین به الغاء جنبه‌های تند و زننده میان خود به ویژه عمدتاً در رسانه‌های سیاسی و نظامی آن زمان توافق نمودند.
در سال ۱۹۷۵ حتی روابط میان ارامنه نزدیک‌تر شد چنان‌که در طی جنگ داخلی لبنان در جهت پیمان بی‌طرفی مثبت، ناگزیر به وفادار ماندن به هم شدند تا بر نیروهای مخالف غلبه یافته و حتی‌الامکان ارامنه را به دور از تعارضات میان لبنانی‌ها نگاه دارند.

## ارامنه در غرب آسیا
پس از مهاجرت ارامنه از شرق آناتولی به سوریه، ارامنه دیاسپورا در اردوگاه‌های پناهندگان در لبنان، سوریه، مصر و سایر نقاط خاورمیانه (عراق و اردن و فلسطین) سکونت گزیدند. برخی به یونان و نقاط دورتر مهاجرت کردند ولی چنان‌که وضعیت مالی پناهندگان ارمنی نشان داد این اردوگاه‌ها مبدل به شهرستان‌ها و این شهرستان‌ها به شهرها تبدیل شدند.
این امر دلیل اسکان ارامنه در مناطقی از لبنان نظیر برج حمود و عنجر شد. در آن زمان ارامنه خود را از طریق ساختن کلیساها، مدارس، مراکز اجتماعی، انجمن‌های فرهنگی، هنرها، کلوب‌های ورزشی و غیره سازمان‌دهی نمودند.
احزاب گوناگون سیاسی و اتحادیه‌های نیکوکاری نظیر فدراسیون انقلابی ارمنی حزب سوسیال دموکرات هنچاکیان، حزب لیبرال دموکرات رامگاوار و اتحادیهٔ کل نیکوکاران ارمنی که هر جا که جمعیت قابل ملاحظه‌ای از ارامنه دیده می‌شد در آنجا بنیانگذاری می‌شدند.

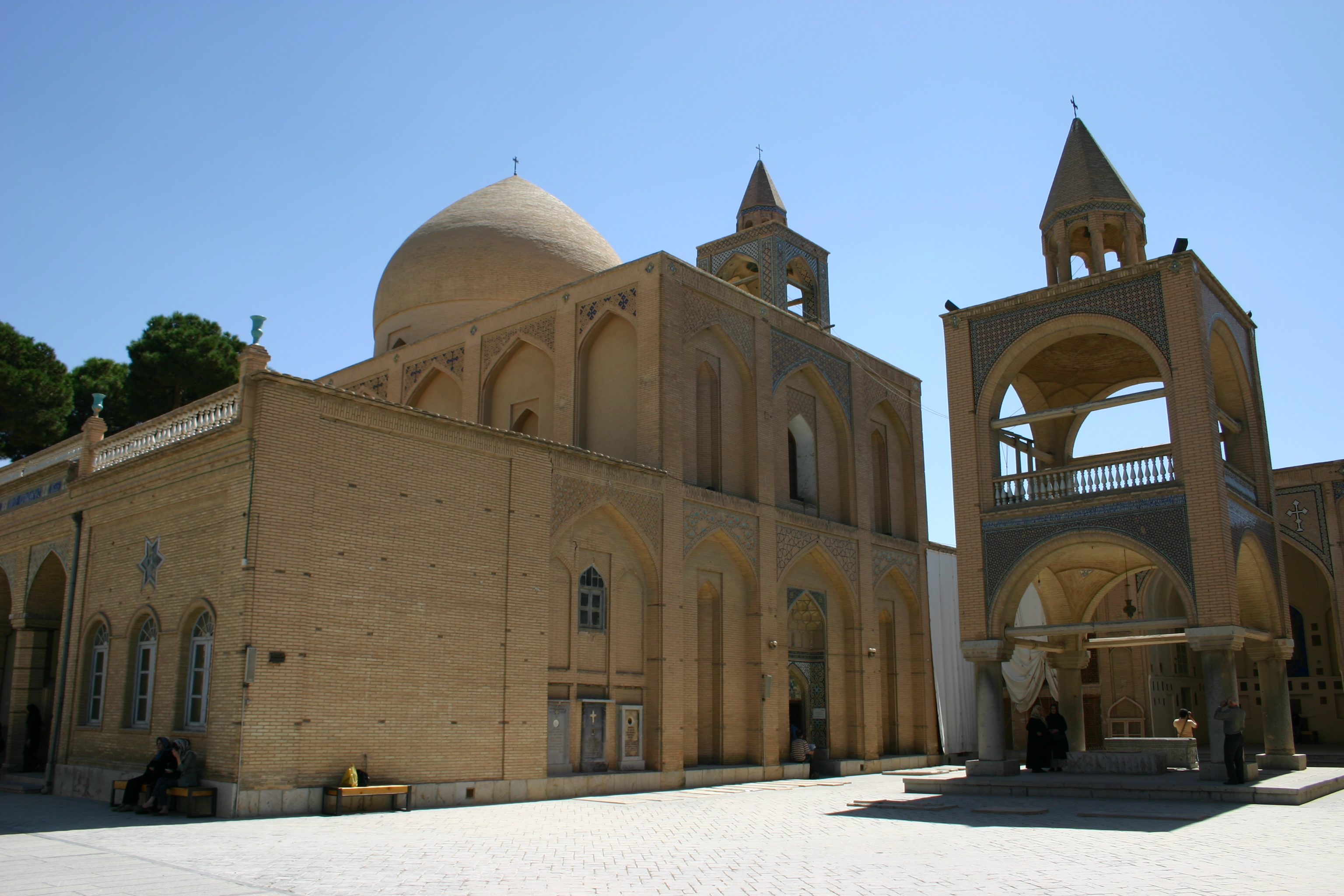
کلیسای وانک در محلهٔ جلفا، اصفهان

متعاقب توسعهٔ پان‌عربیسم در مصر و سوریه و جنگ داخلی لبنان ده‌ها هزار تن از ارامنه از خاورمیانه به اروپا، آمریکا، کانادا و استرالیا مهاجرت نمودند.
جامعهٔ ارمنی در عراق پی از تهاجم آمریکا به عراق در سال ۲۰۰۳ به‌تدریج کوچک‌تر شد و تعداد پراکنده‌ای از ارامنه هم در شرق آسیا سکونت دارند.
ارامنه حضور مهمی را در محلهٔ ارمنی‌نشین بیت‌المقدس دارند و فلسطین دارای یک جامعهٔ کوچک ارمنی است.
قبرس دارای یک جامعهٔ کوچک اما فعال ارمنی است به ویژه در قسمت جنوبی جزیره که اکثریت جمعیت را یونانیان قبرس و مسیحیان ارتدکس تشکیل می‌دهند و برای جامعهٔ ارمنی در مجلس قبرس کرسی نمایندگی در نظر گرفته شده‌است.
منطقهٔ خلیج فارس دارای جوامع کوچک ارمنی است که از سایر کشورهای عرب برای کار و تجارت به این کشورها آمده‌اند. کشورهایی نیز دارای تعدادی ارمنی هستند نظیر کویت، امارات متحدهٔ عربی، قطر، بحرین و عربستان سعودی.

## ارامنه در اروپا و آمریکا
ارامنه از زمان سدهٔ چهاردهم در اروپای شرقی دارای حضوری مهم و تاریخی بوده‌اند. از مرکز اولیه در سرزمین‌های پیشین مشترک‌المنافع لهستان–لیتوانی آغاز شده و مهاجرت‌هایی از امپراتوری روسیه و اتحاد شوروی پیشین به آن پیوست. جامعهٔ ارمنی جزء لاینفکی از کشورهایی چون لهستان، روسیه، اوکراین، جمهوری چک و لیتوانی است.
صدها هزار نفر از ارامنه نیز در غرب اروپا نظیر فرانسه، آلمان، ایتالیا، انگلیس و هلند و از اوایل سال ۱۹۸۰ در آمریکای شمالی و جنوبی ساکنند.
جوامع ارمنی در ایالات متحده و کانادا به نحو چشمگیری جوان‌تر هستند. این دو کشور، اوج مهاجرت‌ها از خاورمیانه بر اثر عواملی چون پان عربیسم در مصر و جنگ داخلی لبنان را به خود گرفتند. کشورهای آمریکای شمالی، شاهد میزان قابل توجهی از مهاجرت‌ها در پس از سقوط اتحاد شوروی و در نتیجه اوضاع اقتصادی در ارمنستان بودند.
در آمریکای لاتین در کل منطقه، جوامع فعال ارمنی به چشم می‌خورد. آرژانتین و برزیل و به میزان کمتری اروگوئه جوامع وسیعی از ارامنه را در بر می‌گیرند و گفته می‌شود که حدود ۱۰٬۰۰۰ ارمنی هم در مکزیک ساکنند.

## ارامنه در زمان شوروی
جوامع مهمی از ارامنه همچنین در شرق دور روسیه و نیز آسیای مرکزی وجود دارد. برخی از این گروه‌ها از سوی مقامات تزاری و مقامات شوروی به سکونت در این مکان‌ها تشویق شده‌اند.
برخی هم در زمان شوروی به اجبار و بر اساس سیاست‌های تبعید استالینی به این مناطق آورده شده‌اند.

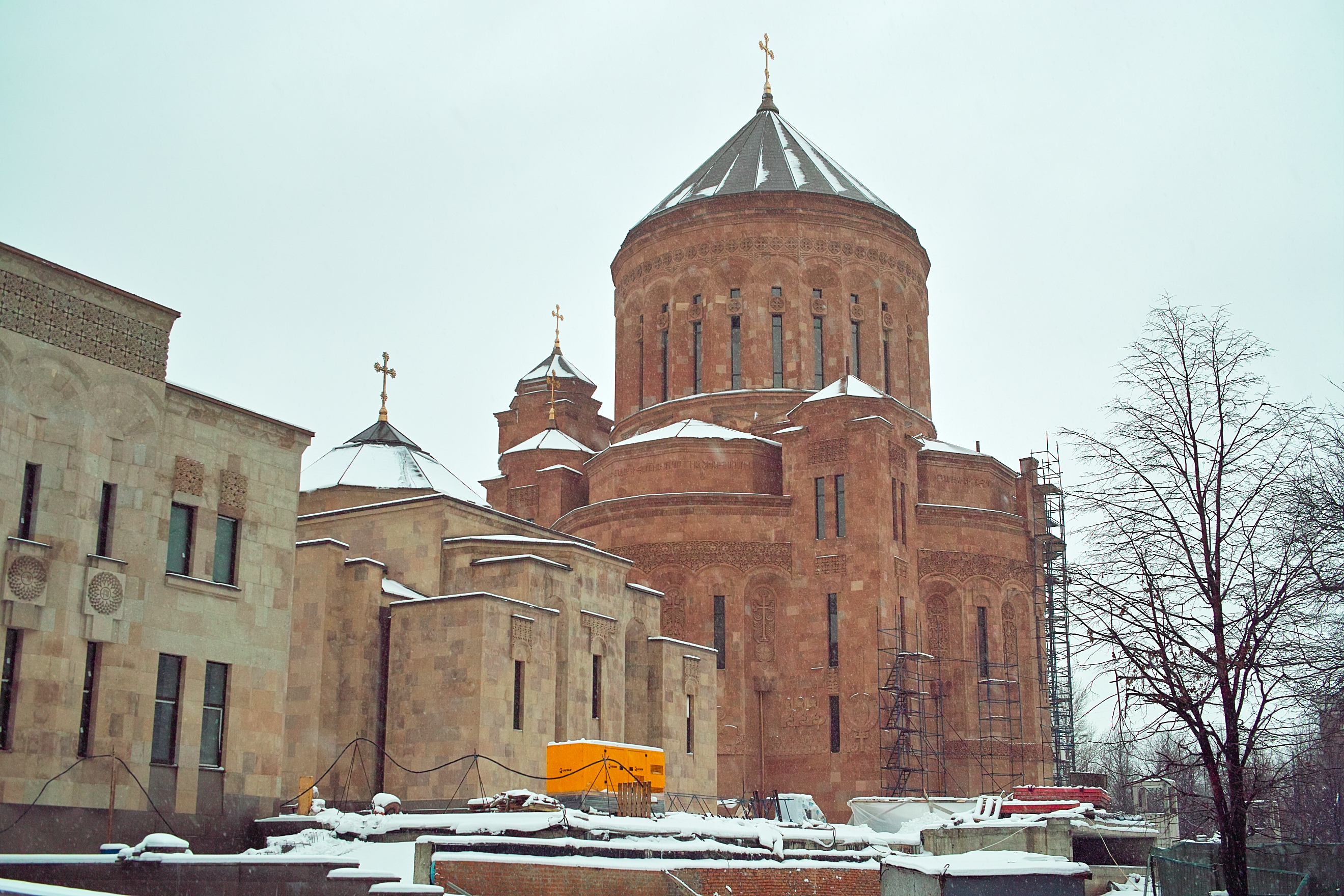
کلیسای جامع ارمنی مسکو، در سال ۲۰۱۱ به پایان رسید

## ارامنه در آسیا و شرق دور
جوامع ارمنی را در قارهٔ آسیا نیز می‌توان یافت. برخی از این جوامع دارای تاریخ بسیار طولانی هستند که به سده‌ها پیش بازمی‌گردد.
جوامع ارمنی در شرق آسیا در کشورهای هندوستان و پاکستان و در شرق دور در مالزی، سنگاپور، تایلند، برمه (میانمار) و هنگ کنگ ساکنند. تشکیل جوامع ارمنی حتی تا چین و ژاپن و فیلیپین پیش رفت اما فرهنگ ارمنی در این کشورها دیده نمی‌شود.

## ارامنه در آفریقا
در قارهٔ آفریقا ارامنه حضور بسیار قابل توجهی را در کشورهای سودان و اتیوپی حفظ نموده و چندین سده در این دو کشور زندگی کرده‌اند. آن‌ها همچنین در آفریقای جنوبی ساکنند.

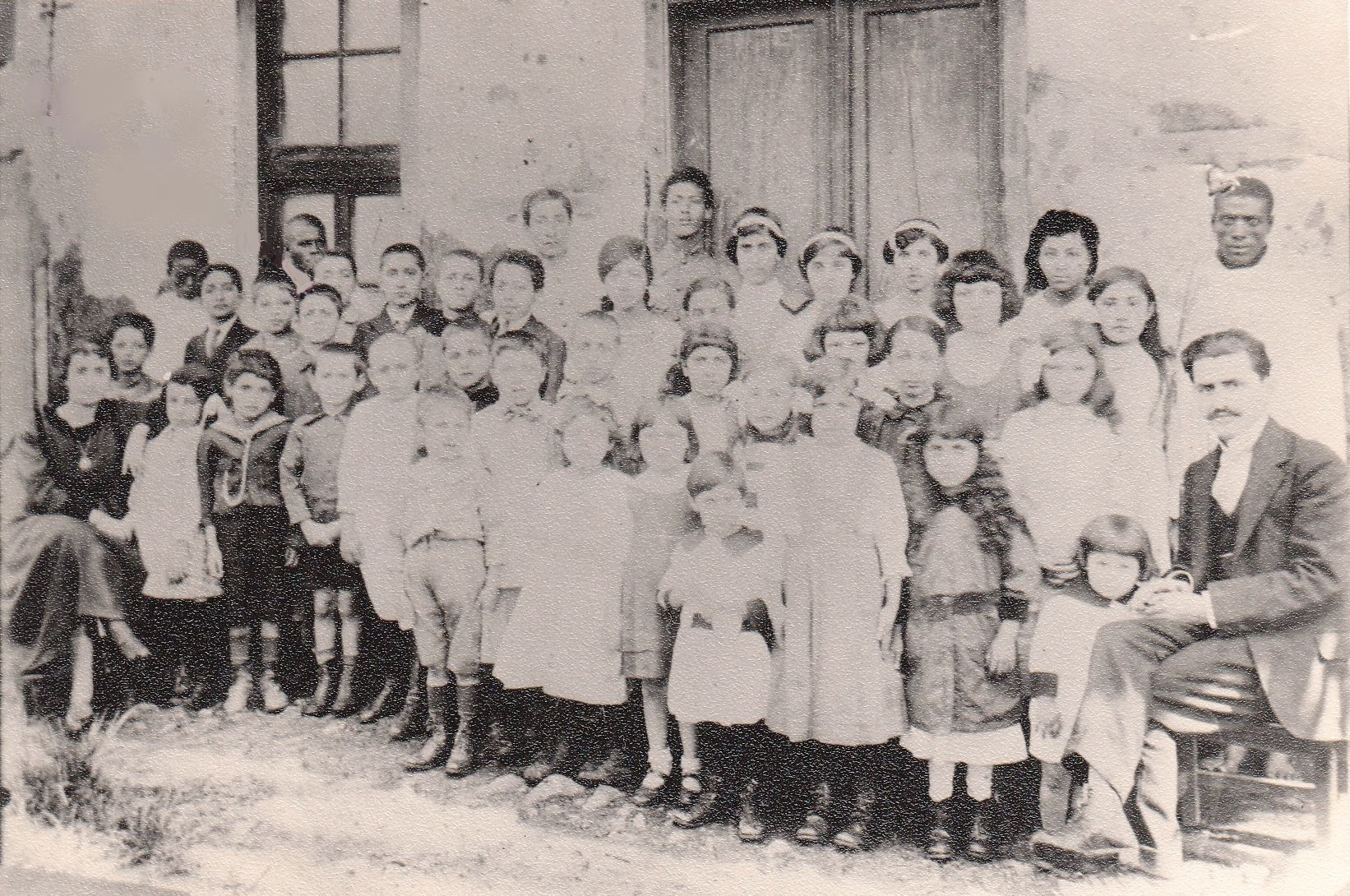
مدرسهٔ ارمنی در آدیس آبابا (سال ۱۹۱۸م) معلم‌ها خانم ماری و آقای واقیناک بکاریان

## ارامنه در اقیانوسیه
جمعیت زیادی از ارامنه که بین ۴۵۰۰۰ تا ۵۰۰۰۰ نفر تخمین زده می‌شود در استرالیا ساکنند که عمدتاً شامل ارامنه مهاجر از خاورمیانه و ارمنستان می‌باشند. جمعیت کوچک‌تری از ارامنه هم در نیوزلند ساکنند.